# Drepanosticta anascephala
Drepanosticta anascephala är en trollsländeart som beskrevs av Fraser 1933. Drepanosticta anascephala ingår i släktet Drepanosticta och familjen Platystictidae. IUCN kategoriserar arten globalt som livskraftig. Inga underarter finns listade i Catalogue of Life.